# Wiggins (Colorado)
Wiggins è un centro abitato (town) degli Stati Uniti d'America, situato nella contea di Morgan dello Stato del Colorado. Nel censimento del 2000 la popolazione era di 838 abitanti.

## Geografia fisica
Secondo i rilevamenti dell'United States Census Bureau, Wiggins si estende su una superficie di 2,3 km².